# 田舍館站
田舍館站（日语：／ Inakadate eki */?）是位於青森縣南津輕郡田舍館村大字高樋字深山林10番7號，弘南鐵道的弘南線車站。

## 車站構造
此站是地面車站，設有1面2線的島式月台。曾經所有全定期列車於此站進行列車交會，在2009年4月1日時間表修正起，日間每60分鐘一班的時段中，列車不會在此站進行列車交會。此站是無人車站。
站房內的前車站事務室曾被改為現時成為輕食咖啡廳，但已結業。廁所位於車站後方，為男女共用濕廁，由民間企業設置和管理。
2020年5月16日，候車室內的所有牆身由平川市居住的藝術家GOMA重新塗上藝術品。

### 月台
| 月台 | 路線    | 方向     |
| ---- | ------- | -------- |
| 1    | ■弘南線 | 黑石方向 |
| 2    | ■弘南線 | 弘前方向 |

## 歷史
- 1950年7月1日：車站啟用。
- 1974年10月1日：成為業務委託車站。
- 1987年11月16日：成為無人車站。
- 2023年4月12日：增設車站編號[3]。

## 使用狀況
| 1日上落車人次 | 1日上落車人次 |
| 年度          | 1日平均人次   |
| ------------- | ------------- |
| 2011          | 125           |
| 2012          | 123           |
| 2013          | 151           |
| 2014          | 153           |
| 2015          | 181           |
| 2016          | 175           |
| 2017          | 179           |
| 2018          | 91            |
| 2019          | 87            |
| 2020          | 126           |
| 2021          | 134           |
| 2022          | 62            |

## 車站周邊
此站與田舍館村中心有一段距離。
- 道之驛田舍館（日语：道の駅いなかだて）
- FM田舍Wave（日语：エフエムジャイゴウェーブ）
- 中央競馬（日语：中央競馬）場外投注站「Wins津輕」
  - 上述3個設施較接近稻田畫站（但是該站在冬天暫停營業）。
- 國道102號（日语：国道102号）
- 青森縣道268號弘前田舍館黑石線（日语：青森県道268号弘前田舎館黒石線）
- 弘南巴士（日语：弘南バス）「高樋」巴士站（黑石 - 弘前線）

## 相鄰車站
弘南鐵道
弘南線
尾上高中前（KK09）－稻田藝術（KK10）*－田舍館（KK11）－境松（KK12）
*:部分列車全年通過稻田藝術站。在冬季期間，所有列車通過稻田藝術站。

## 外部連結
- 田舍館站 （页面存档备份，存于）（日語） （各站資訊） - 弘南鐵道